# چا یونگ-چول
چا یونگ-چول (انگلیسی: Cha Young-chul؛ زادهٔ ۲۸ ژوئیهٔ ۱۹۵۹) تیرانداز اهل کره جنوبی بود.
از افتخارات وی میتوان به کسب مدال نقره در بازی‌های المپیک تابستانی ۱۹۸۸ اشاره کرد.